# 번동
번동(樊洞)은 서울특별시 강북구에 위치한 법정동이다. 원래 벌리(伐李, 樊里)라 불렀던 강북구 번동의 마을로서, 광복 후까지 오얏나무(자두나무)가 무성히 자라던 곳이었다. 고려시대에 씌어진 《서운관비기(書雲觀秘記)》라는 책에 "이씨가 한양에 도읍하리라."라는 비기설과 함께 풍수도참설의 영향을 받아서 생긴 지명이다.

## 개요
번1동은 교통중심지역으로서 지하철 4호선 수유역과 도봉로, 한천로, 덕릉로의 간선도로가 지나며, 강북경찰서 등 관공서와 수송초등·중학교, 오피스텔, 아파트 등이 위치해 있으며, 각종업소와 일반상가 및 북부시장이 위치한 주거안정 지역이다.
번2동은 오동근린공원(오패산)과 우이천이 흐르는 한천로변의 쾌적한 주거환경지역에 위치하고 있으며 영구임대아파트와 공동주택이 많은 지역이다. 중산층과 국민기초생활보장수급자가 다수 거주하고 있으며, 특히 보건소, 구민운동장, 문화정보센터와 2005년에 3월에 개관한 강북웰빙스포츠센터 등 각종 주민편익시설이 집중 설치되어 구민들의 왕래가 많은 곳이다.
번3동은 강북구의 최남단에 위치하여 동쪽으로는 노원구, 남쪽으로는 성북구와 경계를 이루고, 인근에는 북서울 꿈의숲이 있고 우이천이 흐르고 있어 주거 환경이 쾌적한 지역이다.

## 지명 유래
고려 시대 말에 쓰인 《서운관비기(書雲觀秘記)》라는 책에 “이씨가 한양에 도읍하리라(李氏爲王都漢陽)”라는 설이 퍼지자, 한양 삼각산 아래 오얏나무가 무성하다는 말을 듣고 이씨가 흥할 징조라 여겨 이곳의 오얏나무를 베기위해 벌리사를 보냈다는데서 이곳을 "벌리(伐李)"라고 칭하였고 후에 "번리(樊里)"가 되었다. 당시 번동의 자연 마을은 위치에 따라 윗벌리·가운데벌리·아랫벌리로 불렀다고 한다.

## 연혁
- 1949년 8월 13일 경기도 고양군 숭인면 번리에서 서울 성북구로 편입
- 1950년 3월 15일 동리 명칭 개정으로 번리에서 번동으로 개정
- 1955년 4월 18일 서울특별시 성북구 화계동으로 행정동 변경
- 1970년 5월 18일 화계동에서 번동으로 분동
- 1977년 9월 1일 번동이 번제1동, 번제2동으로 분동
- 1991년 9월 1일 번제2동에서 번제3동이 분동
- 1995년 3월 1일 도봉구로부터 분구되어 강북구로 신설 편입[6]
- 2019년 1월 1일 번제1동, 번제2동, 번제3동이 번1동, 번2동, 번3동으로 동명 변경

## 교육
- 번동초등학교
- 서울수송초등학교
- 서울오현초등학교
- 번동중학교
- 수송중학교

## 볼거리
- 북서울 꿈의숲

## 교통
- 수도권 전철 4호선 수유역
- 한천로
- 오현로

## 같이 보기
- 대한민국의 행정 구역